# Ричард Хуго
Ричард Хуго ; Сијетл, 21. децембар 1923. - Сијетл 22. октобар 1982) био је амерички песник и књижевник.

## Младост
Рођен је у Сијетлу, држава Вашингтон под именом Ричард Хоган. Одгојен је у породици своје мајке након што га је отац напустио у раном детињству. Године 1942. Хоган званично узима очухово презиме Хуго.

## Војна служба
Током Другог светског рата Хуго је служио у америчкој војсци као пилот бомбардер. Успешно је учествовао у чак тридесет и пет мисија широм Медитерана на овај начин стекавши чин поручника прве класе. Након завршетка Другог светског рата Хуго напушта службу и враћа се у САД.

## Образовање и стваралаштво
Дипломирао је креативно писање на Универзитету у Вашингтону под туторством Теодора Ретка, где касније стиче и титулу магистра 1952. године. Исте године жени се Барбаром Вилијамс и започиње са радом у авио компанији Боинг на позицији техничког писца. Након издавања своје прве збирке песама A Run of Jacks 1961. године, Хуго постаје управник катедре за креативно писање на Универзитету у Монтани. Након прихватања овог посла, Барбара се враћа натраг у Сијетл и убрзо долази до њиховог развода. Касније објављује још пет збирки песама, мемоаре, нашироко признати приручник за креативно писање и крими роман. У постхумно објављеној збирци песама Making Certain It Goes On, Хуго подвлачи црту између бајковитих природних предела и његовог унутрашњег немира, осећаја депресије, проблема са алкохолизмом и усамљености. Иако је готово цео свој песнички опус написао у слободном стиху, Хугове песме одишу снажном комбинацијом ритмике и јамбске метрике. Такође, Хуго је написао и велики број епистоларних поема у периоду када се ова песничка форма сматрала застарелом.

## Позни период живота и смрт
Хуго се по други пут жени 1974. године са Рипли Хенсен а 22. октобра 1982. године умире од леукемије. У Сијетлу се касније у његову част отвара Музеј Ричарда Хуга (Richard Hugo House).

## Музеј Ричарда Хуга
Музеј Ричарда Хуга се налази на Капитол Хилу у граду Сијетлу, држави Вашингтон. Културни центар носи назив песника Ричарда Хуга и окупљалиште је великом броју књижевника. У њему се одржава велики број литерарних радионица а у свом склопу има и позориште.
- Улаз у Музеј Ричарда Хуга
- Музеј